# Quint-Fonsegrives
Quint-Fonsegrives là một xã thuộc tỉnh Haute-Garonne trong vùng Occitanie tây nam nước Pháp. Xã này nằm ở khu vực có độ cao trung bình 153 mét trên mực nước biển.